# 西烏克蘭人民共和國
西烏克蘭人民共和國（烏克蘭語：Західно-Українська Народна Республіка，羅馬化：Zakhidno-Ukrainska Narodna Respublika，縮寫：、ZUNR）是在1918年10月18日至1919年7月短暫出現在加利西亞東部的共和國，領土範圍覆蓋布科維納和喀爾巴阡魯塞尼亞部分地區及利維夫、普熱梅希爾、科洛梅亞、斯坦尼斯拉維夫（即現時伊萬諾-弗蘭科夫斯克）等城市。紋章以藍色作背景，中間為一頭朝左的黃色獅子。國旗的顏色是藍、黃。

## 歷史
根據奧匈帝國1910年人口普查，西烏克蘭人民共和國的人口有540萬，烏克蘭人佔60%，波蘭人佔25%，猶太人佔12%，其餘包括德意志人、匈牙利人、羅馬尼亞人、捷克人、斯洛伐克人、亞美尼亞人等。波蘭人和猶太人大多聚居在城市和市鎮，而烏克蘭人則住在鄉郊。境內最大城市利維夫的居民主要是波蘭人，被視為波蘭最主要的城市之一，波蘭與西烏克蘭人民共和國的衝突因此無可避免。
西烏克蘭人民共和國在1918年11月1日宣布立國，脫離奧匈帝國，其後觸發利維夫的波蘭居民武裝反抗，反叛者在數週後得到波蘭援助。1919年1月22日，西烏克蘭人民共和國政府象徵性與烏克蘭人民共和國政府合併，實際上政府架構和轄下的烏克蘭加利西亞軍維持不變。1919年7月，大部分領土在波烏戰爭後落入波蘭手中，部分落敗士兵逃至捷克斯洛伐克，而其他五萬名士兵進入烏克蘭人民共和國，繼續爭取西烏克蘭獨立。1920年，波蘭和烏克蘭同意以茲布魯奇河作為兩國接壤邊境。

## 政府
西烏克蘭人民共和國前後存在了八個月，大部分時間有約400萬人受其管治。烏克蘭人控制的地區，在11月22至25日舉行選舉，選出150人組成立法機關烏克蘭國會，其中三分之一議席預留給少數族裔（波蘭人、猶太人、斯洛伐克人等），波蘭人杯葛選舉，猶太人得到約10%議席，而國會主席自動成為共和國總統。西烏克蘭人民共和國維持戰前奧地利的行政制度，錄用烏克蘭和波蘭的專家。縣市和社區的邊界和法院，與被奧匈帝國統治時無異，沿用奧地利的法律和徵稅制度。大部分政府收入來自油和鹽的出口。
1919年2月15日，法定語言定為烏克蘭文，少數族裔仍可用其他語言跟政府溝通。新法例沒收地主大量土地，分配給沒有耕地的農民。西烏克蘭人民共和國被劃分為12個軍區，指揮官負責從所屬地區徵兵，1919年春天徵召了10萬名士兵，但軍需補給缺乏，只有4萬人可以作戰。
大致上，國家政府施政井然有序，與前俄羅斯帝國領土上出現的烏克蘭人政權的混亂情況截然不同。

## 郵票

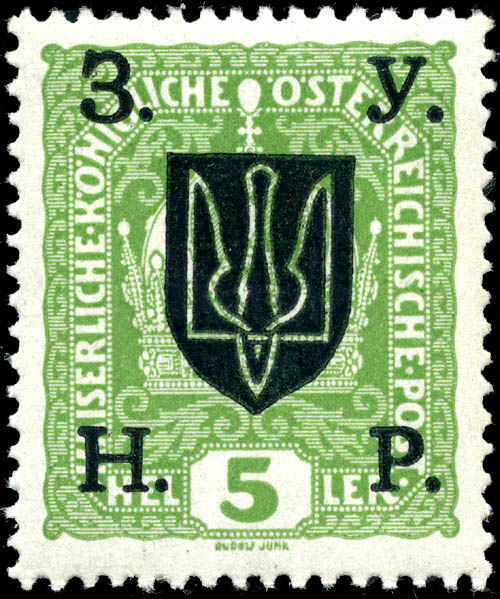
1919年5月加上西烏克蘭人民共和國套印的奧地利郵票。

西烏克蘭人民共和國發行約一百款郵票，只有兩款不是在奧地利或波斯尼亞的郵票上加上套印。

## 外部連結
- Short mention of ZUNR history
- Introduction to Ukrainian Philately（页面存档备份，存于）